# Mittelstenahe
Mittelstenahe (platduits: Mittelsnohn) is een gemeente in de Duitse deelstaat Nedersaksen. De gemeente maakt deel uit van de Samtgemeinde Börde Lamstedt in het Landkreis Cuxhaven. Mittelstenahe telt 601 inwoners. Naast Mittelstenahe omvat de gemeente nog de kernen Nordahn en Varrel.
- Gemeinsame Normdatei: 4266054-3
- Virtual International Authority File: 247747913